# Дерапур
Дерапур — місто в індійському штаті Уттар-Прадеш. Розташовано за 61 км від міста Канпур.

## Відомі уродженці
- Рам Натх Ковінд — президент Індії.